# Північне Ланао
Північне Ланао (себ.: Amihanang Lanao) — провінція Філіппін у регіоні Північне Мінданао на острові Мінданао. Адміністративним центром є муніципалітет Тубод.

## Географія
Північне Ланао — провінція з різноманітним рельєфом: рівнинний на півночі вздовж узбережжя і гірський на півдні. Площа провінції становить 3 346,57 км2. Північне Ланао межує з провінцією Південне Ланао на південному сході, провінціями Букіднон та Південна Замбоанга — на заході, затокою Ілана — на південному заході, затокою Іліган — на півночі, містом Іліган — на північному сході, провінцією Західний Місаміс через затоку Пангуіл — на північному заході.

### Адміністративний поділ
Адміністративно поділяється на 22 муніципалітети.

## Демографія
Згідно перепису 2015 року населення провінції становило 676 395 осіб. Основними мовами є себуанська, маранао та чавакано.

## Економіка
Економіка Північного Ланао базується на сільському господарстві та рибальстві.